# Arapska Republika Jemen
Arapska Republika Jemen, poznata i kao Sjeverni Jemen, bila je republika na obali Crvenog mora, na jugozapadnom dijelu Arapskog poluotoka. 22. svibnja 1990. ujedinila se s  Demokratskom Narodnom Republikom Jemen (Južni Jemen) u današnju Republiku Jemen. Glavni grad je bio Sana.
Nakon raspada Osmanlijskog Carstva, Sjeverni Jemen je postao nezavisna država Mutaveklijsko kraljevstvo Jemen. 26. rujna 1962. arapski nacionalisti svrgnuli su novookrunjenog kralja Muhammada al-Badra, preuzeli kontrolu nad glavnom gradom Sanom i uspostavili Arapsku Republiku Jemen. Ovim državnim udarom započeo je građanski rat u kojem su se republikanci, potpomognuti egipatskim jedinicama te vojno-tehničkom pomoći SSSR-a, borili protiv rojalista i svrgnutog kralja, a kojima je pomoć pružala Saudijska Arabija i Jordan. Saudijska Arabija priznala je republikanski režim 1970. godine.